# ریو ناریتا
ریو ناریتا (انگلیسی: Ryo Narita؛ زادهٔ ۲۲ نوامبر ۱۹۹۳) مدل (شخص)، و بازیگر اهل ژاپن است. وی از سال ۲۰۱۳ میلادی تاکنون مشغول فعالیت بوده‌است.